# Pałac sportu
Pałac sportu (ukr. Палац Спорту) – jedna ze stacji kijowskiego metra na linii Syrećko-Peczerśka. Została otwarta 31 grudnia 1989. 
Bierze swoją nazwę od Pałacu Sportu, w pobliżu którego się znajduje. Jest to stacja transferowa na stację Płoszcza Ukrajinśkych Herojiw, położonej na linii Obołonśko-Teremkiwskiej.